# Павлов, Анатолий Иванович
Анатолий Иванович Павлов (9 февраля 1930 — 27 ноября 2000) — советский военный моряк-подводник и военачальник, Герой Советского Союза (24.07.1979). Вице-адмирал (7.05.1980). Кандидат военных наук (11.04.1990).

## Биография
Родился 9 февраля 1930 года в Киеве. Окончил Ленинградское военно-морское подготовительное училище в 1948 году.
В ВМФ СССР с июня 1948 года. Окончил 1-е Балтийское высшее военно-морское училище в 1952 году. С октября 1952 года проходил службу на надводных кораблях Балтийского флота помощником командира на катерах «большой охотник» «БО-143», с марта 1954 — помощником командира на «БО-139», с октября 1954 — командиром «БО-139».
В 1955 году окончил Высшие специальные офицерские классы ВМФ и с декабря этого года продолжил службу на дизельных подводных лодках Северного флота: помощник командира подводной лодки «Б-72», с июня 1956 — старший помощник командира ПЛ «Б-64». Член КПСС с 1958 года. В апреле 1959 года переведён для продолжения службы на атомные подводные лодки Северного флота: старший помощник командира 181-го экипажа крейсерской АПЛ, с августа 1959 — на той же должности на АПЛ «К-21», а с октября 1962 по август 1965 года — командир этого корабля. Затем убыл учиться в академию.
В 1968 году окончил Военно-морскую академию. С июня 1968 года — командир АПЛ «К-418». В феврале 1971 года назначен заместителем командира, а в декабре 1973 года — командиром 18-й дивизии 3-й флотилии подводных лодок Северного флота; 25 апреля 1975 года ему было присвоено звание контр-адмирала.
В августе 1975 года назначен на должность командира 13-й дивизии 3-й флотилии подводных лодок. Под его командованием 21 января — 10 апреля 1979 года был осуществлён подводный переход советских атомных подводных лодок (через пролив Дрейка) — РПКСН проекта 667БДР «К-455» и «К-490» с кораблём обеспечения океанографическим исследовательским судном «Байкал». Поход продолжался 78 суток, корабли прошли в подводном положении 21 000 миль.
Указом Президиума Верховного Совета СССР от 24 июля 1979 года за успешное выполнение заданий командования и проявленные при этом мужество и героизм Анатолию Ивановичу Павлову присвоено звание Героя Советского Союза с вручением ордена Ленина и медали «Золотая Звезда».
С августа 1979 года — на должности командующего 2-й флотилии атомных подводных лодок Тихоокеанского флота; 7 мая 1980 года ему было присвоено звание вице-адмирала. С декабря 1983 года — снят с должности после катастрофы на К-429, назначен начальником кафедры Высших специальных офицерских классов ВМФ. В августе 1987 году назначен на должность заместителя Военно-морской академии имени А. А. Гречко — начальника командного факультета академии. В сентябре 1990 года уволен в запас.
С этого же года стал кандидатом военных наук.
Умер 27 ноября 2000 года в Санкт-Петербурге. Похоронен на Серафимовском кладбище (Коммунистическая площадка).

Могила А. И. Павлова на Серафимовском кладбище Санкт-Петербурга.

## Награды
- Медаль «Золотая Звезда» Героя Советского Союза (24.07.1979).
- Орден Ленина (24.07.1979).
- Орден Красного Знамени (1974).
- Медали СССР и России.